# Idea durvillei
Idea durvillei is een vlinder uit de familie Nymphalidae, onderfamilie Danainae.
De wetenschappelijke naam van de soort is voor het eerst geldig gepubliceerd in 1832 door Jean Baptiste Boisduval.